# 帕爾邁拉 (紐約州村)
帕爾邁拉（英語：Palmyra）是位於美國紐約州韋恩縣的村。

## 人口
根據2020年美國人口普查的數據，帕爾邁拉的面積為3.49平方千米，皆為陸地。當地共有人口3305人，而人口密度為每平方千米947人。